# Cervera de los Montes
Cervera de los Montes település Spanyolországban, Toledo tartományban. Cervera de los Montes Montesclaros, Navamorcuende, Sotillo de las Palomas, Marrupe, San Román de los Montes, Pepino és Segurilla községekkel határos. Lakosainak száma 495 fő (2024).

## Népesség
A település népessége az utóbbi években az alábbiak szerint változott:
| Lakosok száma | 386  | 355  | 319  | 423  | 470  | 520  | 520  | 517  | 508  | 495  |
|               | 2001 | 2004 | 2007 | 2009 | 2012 | 2014 | 2017 | 2019 | 2022 | 2024 |